# Stylomenia salvatori
Stylomenia salvatori is een Solenogastressoort uit de familie van de Dondersiidae. De wetenschappelijke naam van de soort is voor het eerst geldig gepubliceerd in 1899 door Pruvot.